# Fischberg (Jachenau)
Der Fischberg ist ein 1164 m ü. NHN hoher Berg in den Bayerischen Voralpen im Isarwinkel am Walchensee. Der Berg befindet sich in der oberbayerischen Gemeinde Jachenau (Landkreis Bad Tölz-Wolfratshausen). 
Er erhebt sich direkt an der Ostseite des Walchensees bei der Insel Sassau und ist vollständig bewaldet. Der höchste Punkt ist als einfache, kurz weglose Bergwanderung erreichbar.